# Elezioni europee del 1979 in Francia
Le elezioni europee in Francia del 1979 si sono tenute il 10 giugno. Esse hanno permesso di eleggere gli 81 europarlamentari spettanti alla Francia per la I legislatura (1989-1984) del Parlamento europeo.

## Risultati
| Liste                | Liste                                                                               | Gruppo               | Capilista                         | Voti       | %     | Seggi |
| -------------------- | ----------------------------------------------------------------------------------- | -------------------- | --------------------------------- | ---------- | ----- | ----- |
|                      | Union pour la France en Europe (UFE) Unione per la Democrazia Francese              | 17 LD, 8 PPE         | Simone Veil                       | 5.588.851  | 27,61 | 25    |
|                      | Liste socialiste avec la participation des radicaux de gauche PS · MRG              | SOC                  | François Mitterrand               | 4.763.026  | 23,53 | 22    |
|                      | Liste présentée par le PCF Partito Comunista Francese                               | COM                  | Georges Marchais                  | 4.153.710  | 20,52 | 19    |
|                      | Défense des Intérêts de la France en Europe (DIFE) Raggruppamento per la Repubblica | DPE                  | Jacques Chirac                    | 3.301.980  | 16,31 | 15    |
|                      | Europe - Écologie Mouvement d'écologie politique                                    | -                    | Solange Fernex                    | 888.134    | 4,39  | -     |
|                      | Pour les États-Unis socialistes d'Europe LO · LCR                                   | -                    | Arlette Laguiller · Alain Krivine | 623.663    | 3,08  | -     |
|                      | Altri partiti (< 2%)                                                                | -                    | -                                 | 922.983    | 4,56  | -     |
| Totale               | Totale                                                                              | Totale               | Totale                            | 20.242.347 | 100   | 81    |
| Schede bianche/nulle | Schede bianche/nulle                                                                | Schede bianche/nulle | Schede bianche/nulle              | 1.114.613  | 3,17  |       |
| Votanti              | Votanti                                                                             | Votanti              | Votanti                           | 21.356.960 | 60,71 |       |
| Elettori             | Elettori                                                                            | Elettori             | Elettori                          | 35.180.531 |       |       |

- Inizialmente, alla lista UFE erano stati attribuiti 26 seggi, alla lista socialista 21; il Consiglio di Stato sottrasse poi un seggio all'UFE a vantaggio dei socialisti. Fu proclamato eletto Edgard Pisani, il quale subentrò a Olivier d'Ormesson (PPE); questi, peraltro, restò in carica in qualità di subentrante di Michel Debatisse (PPE), frattanto nominato segretario di Stato nel governo Barre III.